# Henry Cavendish
Henry Cavendish (Reino Unido: /ˈhenɹi ˈkævənˌdɪʃ/; Niza, Reino de Cerdeña, 10 de octubre de 1731-Londres, Reino Unido, 24 de febrero de 1810) fue un físico y químico británico-francés. Como físico, es conocido por el experimento de Cavendish (mediante el que posteriormente se determinó la constante de gravitación universal); y como químico, por el descubrimiento del hidrógeno y de la composición del agua.
Parte de su popularidad posterior deriva de su singular carácter personal (extremadamente reservado) y de las múltiples anécdotas que jalonan su biografía.

## Biografía
Su vida está muy bien documentada, gracias a la obra de George Wilson de 1851, titulada The life of the Hon. Henry Cavendish.

### Primeros años
Fue hijo primogénito de miembros de la nobleza inglesa, lord Charles Cavendish, hijo menor del duque de Devonshire, y lady Ann Gray. Nació en 1731 en Niza, entonces reino de Cerdeña, donde su madre se encontraba por motivos de salud. Su madre murió dos años después, cuando nació su hermano Frederick.
A los 11 años entró a estudiar en la Escuela de Newcome en Hackney, ingresando a los 18 años (1749) en la Peterhouse (Universidad de Cambridge), donde permaneció desde 1749 hasta 1753 (aunque no llegó a graduarse, algo común entonces).  En esa época destacó por ser un alumno aplicado, callado, muy tímido, reservado y encerrado en su mundo. Sus profesores solían decir que siempre «estaba en la luna», aunque en realidad se dedicaba a razonar y reflexionar sobre diversos temas científicos.

### Vida adulta
Hasta que cumplió los cuarenta años, vivió de una renta modesta que le pasaba su padre (del que fue ayudante en sus actividades científicas), hasta que en 1773 heredó de su tío lord George Cavendish una considerable fortuna de 1 200 000 libras esterlinas, convirtiéndose en uno de los hombres más ricos de su tiempo, hasta el punto de que en palabras del científico francés Jean-Baptiste Biot, llegó a ser «el más rico de todos los sabios, y muy posiblemente, el más sabio de todos los ricos».
Su ocupación preferida continuó siendo la investigación científica (que desarrollaba en su propia residencia de Clapham Common, en el sur de Londres), compaginada con su sistemática asistencia a las sesiones semanales de la Royal Society de Londres, donde presentaba sus descubrimientos. Cavendish rara vez faltaba a estas reuniones y sus contemporáneos lo respetaban profundamente. Sin embargo, su timidez hizo que aquellos que "pedían sus puntos de vista... hablaran como si estuvieran hablando al vacío. Si sus comentarios eran... dignos, podrían recibir una respuesta entre dientes, pero la mayoría de las veces escucharían un chillido irritado (su voz parece haber sido aguda) y al volverse para encontrar una ausencia y la vista de Cavendish huyendo para encontrar un rincón más tranquilo". Las opiniones religiosas de Cavendish también se consideraban excéntricas para su época. Se le consideraba agnóstico. Como comenta su biógrafo, George Wilson: "En cuanto a la religión de Cavendish, él no era nada en absoluto".
La disposición de su residencia reservaba sólo una fracción del espacio para la comodidad personal ya que su biblioteca estaba separada, las habitaciones superiores y el jardín eran para la observación astronómica y su salón era un laboratorio con una fragua en una habitación contigua. También disfrutaba coleccionando muebles finos, como lo ejemplifica la compra de un juego de "diez sillas de madera satinada con incrustaciones y un sofá con patas cabriolé a juego".
Debido a su comportamiento asocial y reservado, Cavendish a menudo evitaba publicar su trabajo, y muchos de sus hallazgos ni siquiera fueron comunicados a sus colegas científicos. A finales del siglo XIX, mucho después de su muerte, James Clerk Maxwell examinó los artículos de Cavendish y encontró observaciones y resultados por los que otros habían recibido crédito. Ejemplos de lo que se incluyó en los descubrimientos o anticipaciones de Cavendish fueron la ley de proporciones recíprocas de Jeremias Benjamin Richter, la ley de Ohm, la ley de las presiones parciales (de John Dalton), los principios de conductividad eléctrica (incluida la ley de Coulomb) y la ley de Charles de los gases (de Jacques Charles). Un manuscrito con el título "Heat", fechado provisionalmente entre 1783 y 1790, describe una "teoría mecánica del calor". Hasta hace poco desconocido, el manuscrito fue analizado a principios del siglo XXI. El historiador de ciencia Russell McCormmach propuso que "heat" es la única obra del siglo XVIII que prefigura la termodinámica. El físico teórico Dietrich Belitz concluyó que en este trabajo Cavendish "entendió esencialmente de manera correcta la naturaleza del calor".
Recibió la Medalla Copley en 1766 e ingresó como miembro de la prestigiosa Royal Society en 1803.

### Muerte
Murió en 1810, a una edad muy avanzada para el promedio de la época, y fue enterrado en la iglesia que posteriormente se convirtió en catedral de Derby. Sobre su muerte hay distintas versiones, aunque todas ellas coinciden al señalar que falleció en su casa, después de comunicar a uno de sus criados que iba a morir en unos minutos.
Tras su fallecimiento dejó abundantes notas, una copiosa biblioteca, cajas repletas de experimentos de todo tipo (muchos de ellos eléctricos) y una cuantiosa fortuna.
La carretera en la que solía vivir en Derby lleva su nombre, al igual que una carretera cerca de su casa en Clapham, cuya parte norte forma parte de South Circular Road. El Laboratorio Cavendish de la Universidad de Cambridge fue donado por uno de los parientes posteriores de Cavendish, William Cavendish, séptimo duque de Devonshire (canciller de la Universidad de 1861 a 1891).

### Personalidad
En el ámbito personal era muy retraído, solitario, misántropo, misógino y excéntrico. En un artículo publicado en 2001 por el psiquiatra, divulgador científico y escritor británico Oliver Sacks, se sugiere que Cavendish podría haber tenido síndrome de Asperger.
Nunca se casó ni tuvo hijos. Excepto por su familia inmediata, no tenía trato cercano con casi nadie. A Lord George Cavendish, quien sería su principal heredero, apenas le veía unos minutos al año. Su misoginia era tal que las sirvientas tenían orden expresa de apartarse de su vista, bajo amenaza de despido. Se comunicaba con ellas por medio de notas escritas.
No hay constancia de que perteneciera a la Sociedad Lunar de Birmingham, un grupo de amigos científicos (ellos mismos se llamaban los lunáticos) que dieron este nombre a su club porque se reunían las noches de Luna Llena (al parecer para poder regresar a casa tarde, tras las reuniones, alumbrados por su débil luz), aunque conocía a muchos de sus miembros. En esta curiosa sociedad científica participaron algunos de los principales experimentadores ingleses, como por ejemplo el químico Joseph Priestley, íntimo amigo suyo, James Watt (inventor de la máquina de vapor), el astrónomo William Herschel o Erasmus Darwin entre otros.
Su fortuna no supuso un gran cambio en su estilo de vida. Su falta de interés por el dinero era proverbial. Cuando un día su banquero le sugirió que invirtiera parte de su dinero, le contestó «¡Si le molesta tanto, me lo llevo a otro sitio!». La mayor parte de sus gastos iban a material científico y libros. Con el tiempo, llegó a tener una biblioteca notable, que mantenía en una casa aparte. Algunos días la abría a un grupo selecto de científicos. Apuntaba cuidadosamente incluso los libros que sacaba para sí mismo.
Su traje habitual, de un violeta descolorido, estaba totalmente pasado de moda, y su sombrero de tres picos era del siglo anterior. Había una ligera inseguridad en su forma de hablar, y solamente aparecía en público para reuniones científicas. Lord Brougham comentaba que «probablemente pronunció menos palabras en toda su vida que cualquier otro que haya llegado a los ochenta años, sin exceptuar a los monjes trapenses».
En su artículo dedicado a Cavendish, Oliver Sacks cita la biografía publicada por George Wilson en 1851:

No amaba; no odiaba; no tenía esperanzas; no tenía miedo [...] Una cabeza intelectual pensando, un par de ojos maravillosamente agudos observando y un par de manos muy hábiles experimentando o registrando, es todo lo que veo al leer sus escritos.

## Investigaciones
Cavendish es especialmente conocido por sus investigaciones en la química del agua y del aire, y por el cálculo de la densidad de la Tierra. Su trabajo científico es de una precisión, exactitud y minuciosidad admirables. Debido a su nulo afán de reconocimiento público, a finales del siglo XIX Maxwell descubrió mientras revisaba los escritos de Cavendish, que otros científicos se habían llevado los méritos de la mayor parte de sus descubrimientos sobre electricidad.

### Química

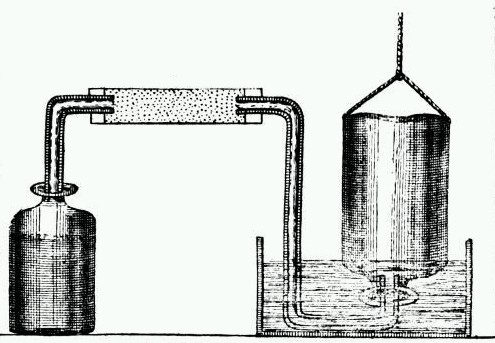
Aparato de Cavendish para producir hidrógeno

Su trabajo más célebre fue el descubrimiento de la composición del agua. Afirmaba que «el agua está compuesta por aire deflogistizado (oxígeno) unido al flogisto (hidrógeno)». Sus trabajos iniciales trataban sobre el calor específico de las sustancias. En su primera comunicación a la Royal Society de Londres, titulada Experiments on Factitious Air (1766), daba cuenta de cómo aisló y estudió el hidrógeno, así como el anhídrido carbónico y otros gases. El tratado Factitious Airs (Aire Ficticio)[cita requerida] analiza la composición del aire, sobre todo el «aire inflamable» (hidrógeno) y «aire estable» (dióxido de carbono). Más adelante Lavoisier comprobó que las moléculas del agua están formadas por dos átomos de hidrógeno y uno de oxígeno.
Las dos memorias tituladas "Experimentos sobre el aire" (de 1784 y de 1785) exponen sus grandes descubrimientos sobre la composición del agua y sobre la del ácido nítrico; en la segunda memoria está contenida la famosa observación que llevó un siglo más tarde al descubrimiento del argón.

### Densidad de la tierra
Mediante lo que se conoce como ‘experimento Cavendish’, que describió en su trabajo Experiences to determine the density of the Earth (1798), determinó que la densidad de la Tierra era 5,45 veces mayor que la densidad del agua, un cálculo muy cercano a la relación establecida por las técnicas modernas (5,5268 veces).
Cavendish también determinó la densidad de la atmósfera y realizó importantes investigaciones sobre las corrientes eléctricas.
Demostró experimentalmente que la ley de la gravedad de Newton se cumplía igualmente para cualquier par de cuerpos. Para ello utilizó una balanza de torsión en un famoso experimento, conocido como el experimento de Cavendish o experimento de la balanza de torsión, en el que determinó la densidad de la Tierra. A partir de su experimento, ya en el siglo XIX, fue calculada la constante universal G, que fue reconocida como una de las constantes fundamentales de la naturaleza. Cavendish en su trabajo no necesitó calcular esta constante para su propósito, no obstante, es un anacronismo común el atribuirle a Cavendish el descubrimiento o la primera medida del valor de esta constante.

### Electricidad
Fue uno de los fundadores de la ciencia moderna de la electricidad, aunque gran parte de sus trabajos permanecieron ignorados durante un siglo. Propuso la ley de atracción entre cargas eléctricas (ley de Coulomb) y utilizó el concepto de potencial eléctrico. El excéntrico Cavendish no contaba con los instrumentos adecuados para sus investigaciones, así que medía la fuerza de una corriente eléctrica de una forma directa: se sometía a ella y calculaba su intensidad por el dolor [cita requerida].

## Publicaciones seleccionadas
- Cavendish, Henry (1921). Scientific Papers 1. Cambridge: Cambridge University Press. – editado por James Clerk Maxwell y revisado por Joseph Larmor
- Cavendish, Henry (1921). Scientific Papers 2. Cambridge: Cambridge University Press. – editado por James Clerk Maxwell y revisado por Joseph Larmor
- Cavendish, Henry (1879).  James Clerk Maxwell, ed. The Electrical Researches of the Honourable Henry Cavendish. Cambridge: Cambridge University Press.

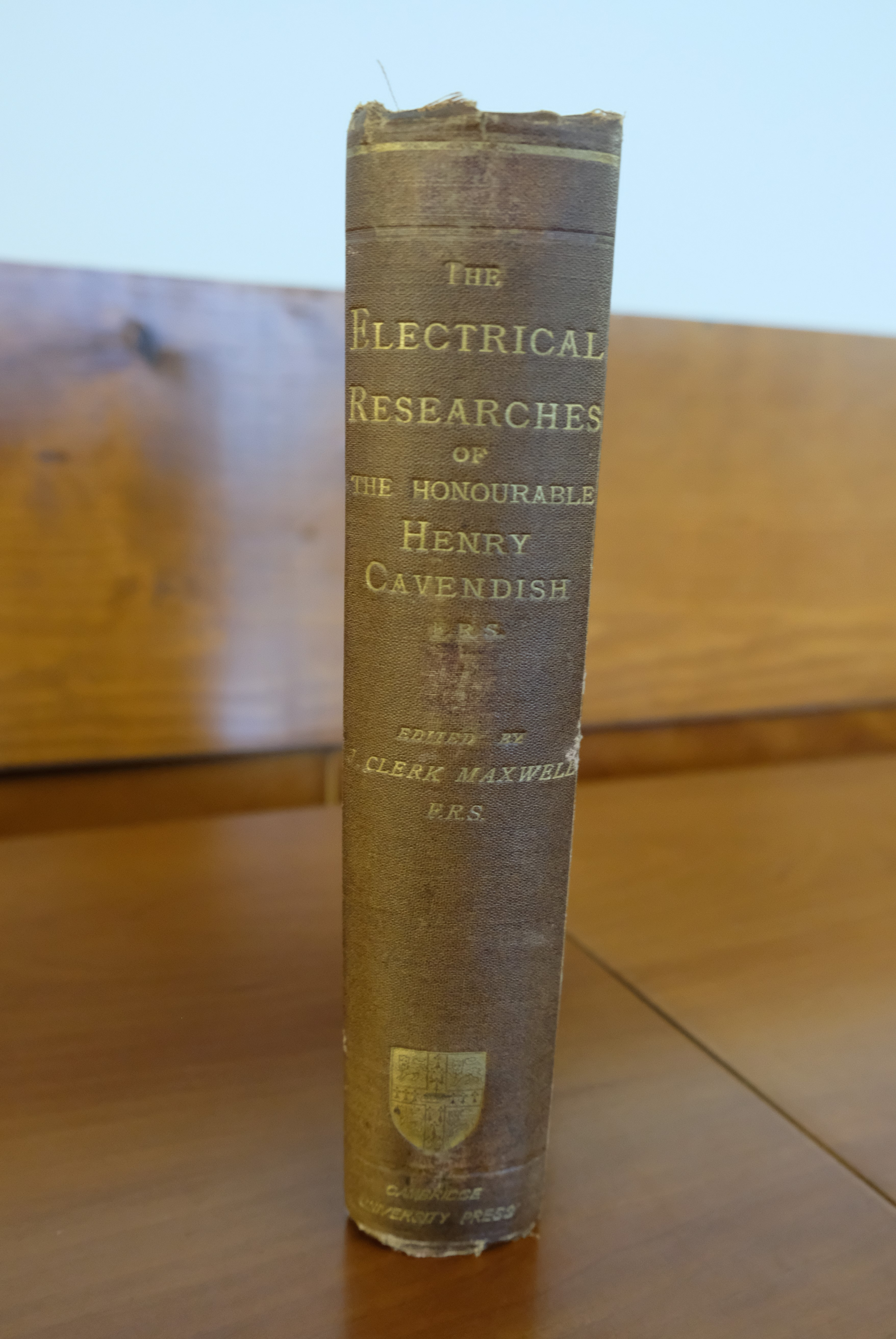
Copia de 1879 de "Las investigaciones eléctricas del Honorable Henry Cavendish FRS" ("The Electrical Researches of the Honourable Henry Cavendish F.R.S")
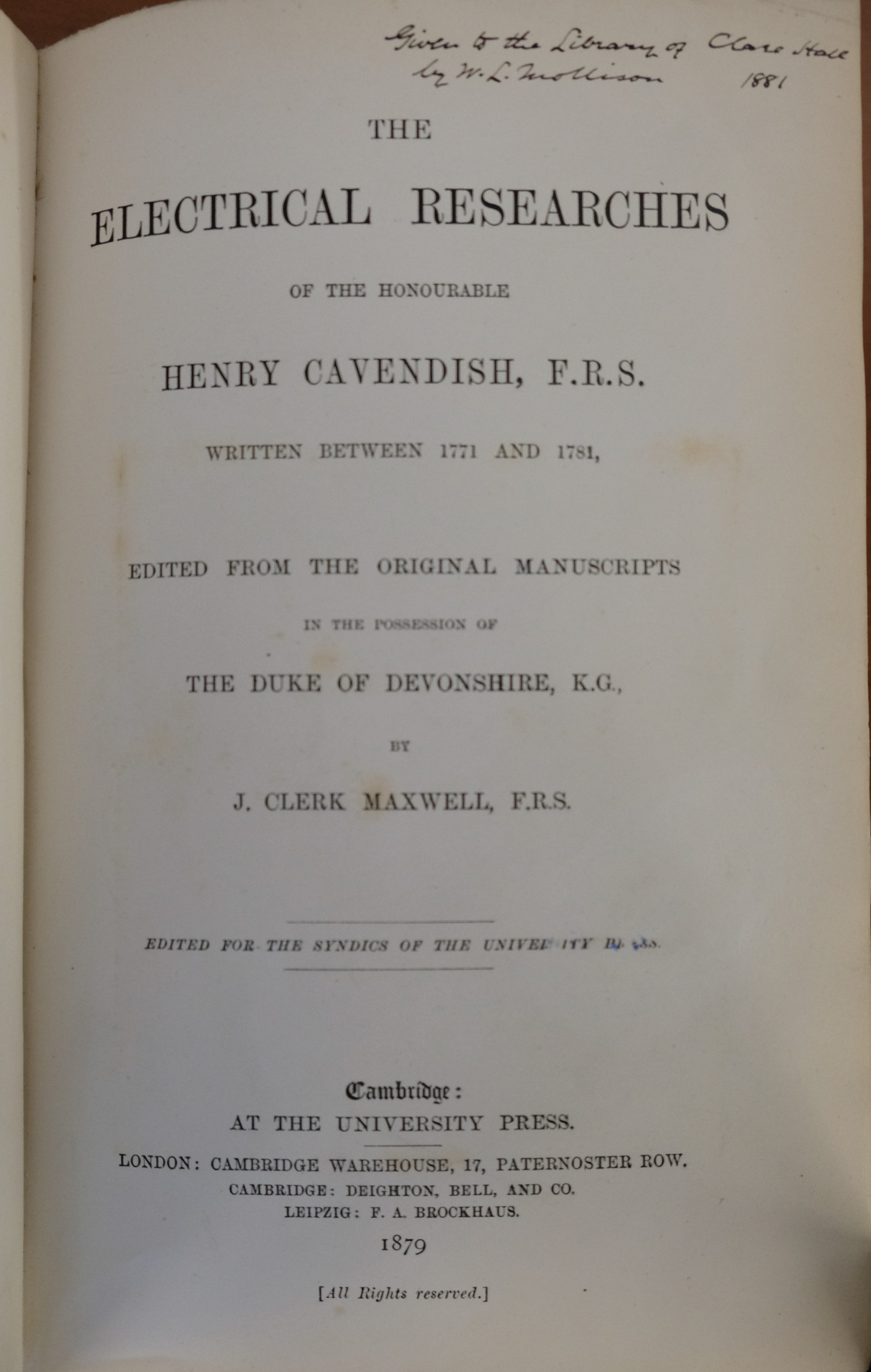
Página de cobertura de una copia de 1879 de "Las investigaciones eléctricas del Honorable Henry Cavendish FRS"
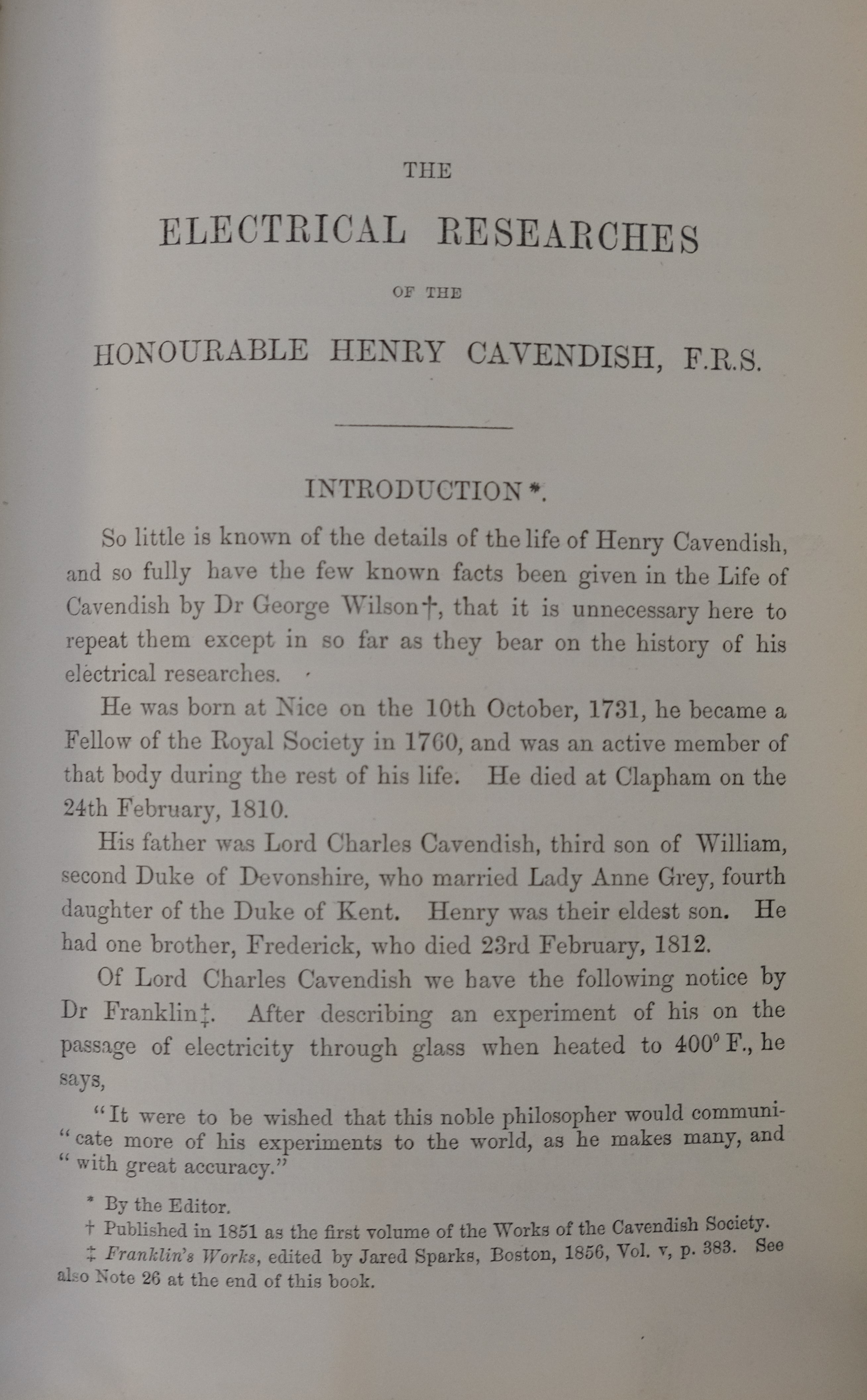
Primera página de la introducción de una copia de 1879 de "Las investigaciones eléctricas del Honorable Henry Cavendish FRS"

## Reconocimientos
- El Laboratorio Cavendish y la Cátedra Cavendish en la Universidad de Cambridge, instalados en el Departamento de Física y fundados en 1874, reciben su nombre en su honor y fueron fundados tras una importante donación de dinero por su heredero, William Cavendish.
- La calle de Derby donde solía vivir se renombró para darle su nombre.
- El cráter lunar Cavendish lleva este nombre en su honor.
- El asteroide (12727) Cavendish también debe su nombre al físico británico.